# Madhead
Mad Head Limited（瘋頭），簡稱Madhead、MH，是位於香港的手機遊戲開發商兼營運商，於2011年底創立，其產品《神魔之塔》是目前聞名於亚洲地區的遊戲。雲遊控股曾計劃於2014年3月以7,000萬美元收購Madhead的25％權益，但並未成功。

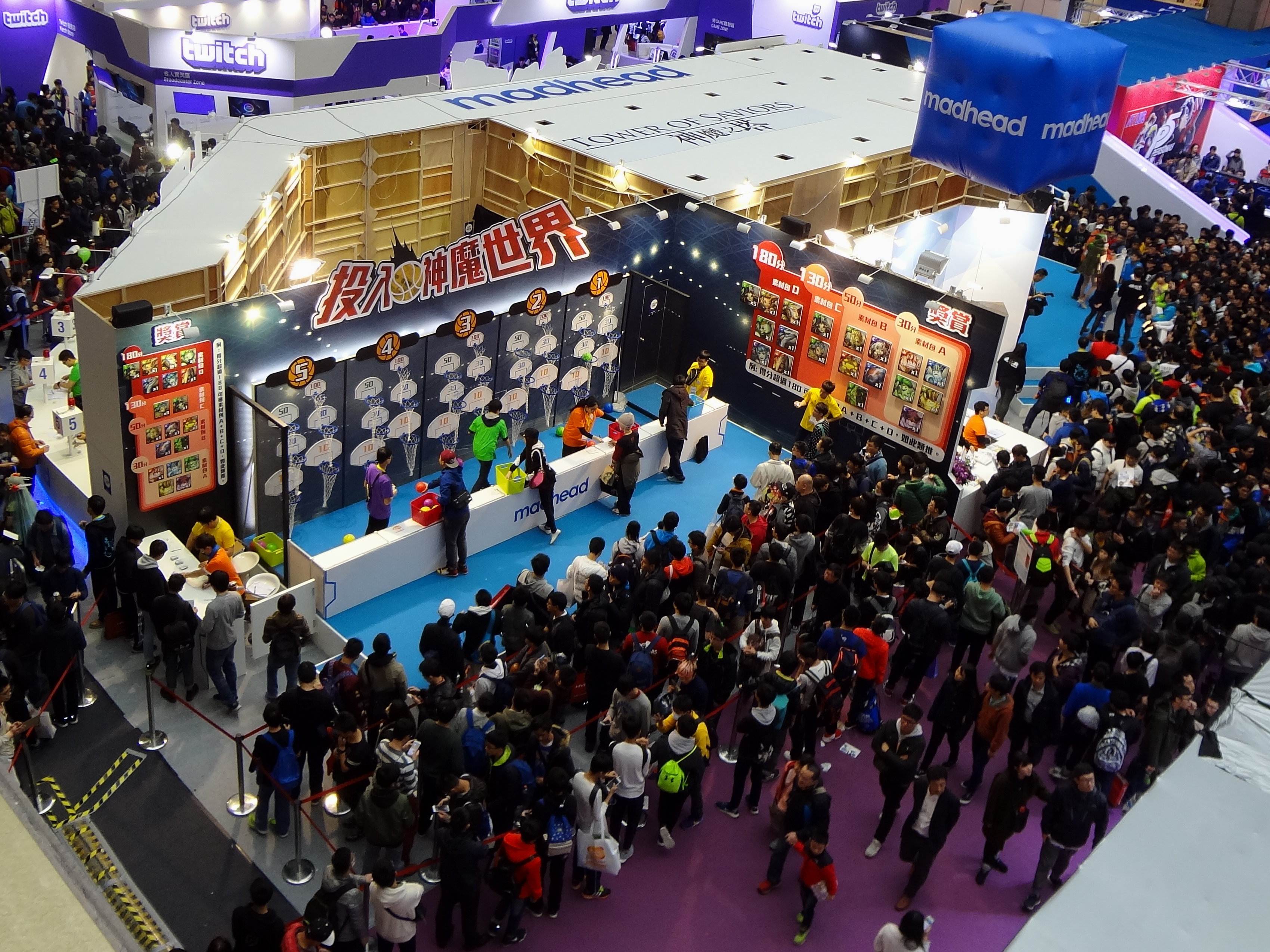
2017台北國際電玩展，Madhead攤位

## 發行產品
- 神魔之塔：2013年推出，總下載量超過2500萬
- 時空之門：2016年推出，已於2018年2月11日結束營運，後併入神魔之塔
- 夢界物語：2017年推出，已於2018年6月3日結束營運（該作品已授權於天剛資訊海外版本命名為《メモリアルレコード》）
- 1000斜線
- 跳樓逃生！
- 瘋狂的自由落體騎
- 快速的節奏晚餐
- Meowlody
- Pig me Up
- Cubic Monster
- 左右腦實驗室
- 阿爾克戰記：已取消製作